# Focas (doríforo)
Focas (em latim: Phocas; m. 545) foi um oficial bizantino do século VI, ativo durante o reinado do imperador Justiniano (r. 527–565). Um doríforo da guarda de Belisário, foi descrito por Procópio como um bom soldado. No final de 545, foi enviado com Valentino para Porto para ajudar Inocêncio, mas foi emboscado e morto pelos ostrogodos.